# Centruroides serrano
Espèce
Centruroides serrano est une espèce de scorpions de la famille des Buthidae.

## Distribution
Cette espèce est endémique d'Oaxaca au Mexique. Elle se rencontre vers San Melchor Betaza, San Andrés Zoolaga, San Andrés Yaa et San Juan Tabaa entre 500 et 1 500 m d'altitude dans la sierra Juárez.

## Description
Le mâle holotype mesure 55,8 mm et la femelle paratype 50,8 mm.

## Publication originale
- Santibáñez-López & Ponce-Saavedra, 2009 : « A new species of Centruroides (Scorpiones: Buthidae) from the northern mountain range of Oaxaca, Mexico. » Revista Mexicana de Biodiversidad, vol. 80, no 2, p. 321-331 (texte intégral).